# Bobby Burns (attore)
Bobby Burns, all'anagrafe Robert Burns, (Filadelfia, 1º settembre 1878 – Los Angeles, 16 gennaio 1966), è stato un attore e regista cinematografico statunitense.

## Biografia
Girò nel 1908 il suo primo film The Fighting Parson per la Selig Polyscope. Sarebbe stato il primo di una carriera che si chiuse cinquant'anni più tardi, nel 1958 con una sua partecipazione televisiva in una serie tv. La sua ultima apparizione sullo schermo fu nel 1952 in un piccolo ruolo ne Il più grande spettacolo del mondo di Cecil B. DeMille.
La sua carriera conta 224 film. Negli anni dieci (dal 1915 al 1920), fu anche regista e diresse quasi sessanta pellicole. Apparve frequentemente nei primi film interpretati da Oliver Hardy e poi dalla coppia formata da questi con Stan Laurel.

## Filmografia
La filmografia è parziale

### Attore

#### 1908
- The Fighting Parson, regia di Otis Turner - cortometraggio (1908)

#### 1912
- A Dark Deception, regia di Arthur Hotaling (1912)
- A Compromise (1912)
- A Midwinter Night's Dream (1912)
- The Tramp Elephant, regia di Arthur Hotaling (1912)
- Over the Hills to the Poorhouse, regia di Stanner E.V. Taylor (1912)
- The Uninvited Guests (1912)
- His Vacation, regia di Arthur Hotaling (1912)
- No Trespassing (1912)
- Meeting Mamie's Mother, regia di Arthur Hotaling (1912)
- Love and Treachery (1912)
- Nora the Cook, regia di Arthur Hotaling (1912)

#### 1913
- Stage-Struck Sally, regia di Arthur Hotaling (1913)
- Fooling Their Wives, regia di Arthur Hotaling (1913)
- She Must Elope, regia di Arthur Hotaling (1913)
- The Missing Jewels, regia di Arthur Hotaling (1913)
- Training a Tightwad, regia di Arthur Hotaling (1913)
- Sixes and Nines, regia di Arthur Hotaling (1913)
- The Fixer (1913)
- The Fake Soldiers, regia di Arthur Hotaling (1913)
- His Widow, regia di Arthur Hotaling (1913)
- Collecting the Bill
- Angel Cake and Axle Grease
- Beating Mother to It
- Fixing Auntie Up
- She Must Be Ugly
- A Ten Acre Gold Brick
- His First Experience
- Kate the Cop
- The Zulu King
- Building a Trust
- The Widow's Wiles
- Roses for Rosie
- An Exclusive Pattern
- Her Present
- This Isn't John
- The Actress and Her Jewels
- The Drummer's Narrow Escape
- Murphy's New Hat
- Making Himself a Hero
- The Man with a Razor
- A Method in His Illness
- The Actor Book Agent
- How He Won

#### 1914
- Snowball Pete
- He Who Laughs Last (1914)
- Sadder But Wiser
- Collecting the Rent
- I Should Worry (1914)
- At Bay for a Day
- Handle with Care (1914)
- The Busy Man (1914)
- Such a Business (1914)
- A Hasty Exit

#### 1915
- Capturing Stella
- Oh, Those Kids
- The Unloaded 45
- How Ida Got a Husband
- When You and I Were Young
- Pokes and Jabs
- The Tangles of Pokes and Jabs
- Two for a Quarter
- One Busy Day
- A Quiet Game
- Mashers and Splashers
- Juggling the Truth
- In Clover
- Billy Van Deusen's Campaign
- The Midnight Prowlers
- A Pair of Birds
- Pressing Business, regia di Bobby Burns, Walter Stull (1915)
- Love, Pepper and Sweets
- Strangled Harmony
- Speed Kings
- Mixed and Fixed
- Ups and Downs, regia di Bobby Burns, Walter Stull (1915)

#### 1916
- This Way Out, regia di Bobby Burns e Walter Stull (1916)
- Chickens
- Frenzied Finance, regia di Bobby Burns e Walter Stull (1916)
- Busted Hearts, regia di Bobby Burns, Walter Stull (1916)
- The Getaway, regia di Bobby Burns, Walter Stull (1916) - cortometraggio
- The High Sign, regia di Bobby Burns e Walter Stull
- Pluck and Luck, regia di Bobby Burns, Walter Stull (1916)
- Love and Lather
- The Artist's Model (1916)
- Their Wedding Day
- A Pair of Skins
- Behind the Footlights, regia di Bobby Burns e Walter Stull (1916)
- Anvils and Actors
- In the Ring
- The Sleuths
- Hired and Fired, regia di Bobby Burns e Walter Stull (1916)
- The Rivals, regia di Bobby Burns e Walter Stull (1916)
- Home-Made Pies
- The Pretenders, regia di Bobby Burns e Walter Stull (1916)
- A Fair Exchange, regia di Bobby Burns e Walter Stull (1916)
- Villains and Violins
- The Land Lubbers
- A Dollar Down, regia di Bobby Burns e Walter Stull (1916)
- The Raid, regia di Bobby Burns e Walter Stull (1916) - cortometraggio
- For Better or Worse (1916)
- For Value Received
- Furnished Rooms
- The Great Safe Tangle
- Help! Help!, regia di Bobby Burns e Walter Stull (1916)
- What'll You Have?, regia di Bobby Burns e Walter Stull (1916)
- Wait a Minute, regia di Bobby Burns e Walter Stull (1916)
- Rushing Business, regia di Bobby Burns e Walter Stull (1916)
- Comrades, regia di Bobby Burns e Walter Stull (1916)
- The Try Out
- The Reward, regia di Bobby Burns e Walter Stull (1916)
- A Bag of Trouble
- Payment in Full, regia di Bobby Burns e Walter Stull (1916)
- The Man Hunters, regia di Bobby Burns e Walter Stull (1916)
- Tangled Ties, regia di Bobby Burns e Walter Stull (1916)
- Strictly Business, regia di Bobby Burns e Walter Stull (1916)
- Watch Your Watch, regia di Bobby Burns e Walter Stull (1916)
- Here and There, regia di Bobby Burns, Walter Stull (1916) - cortometraggio
- The Frame-Up, regia di Bobby Burns e Walter Stull (1916)
- In the Ranks, regia di Bobby Burns e Walter Stull (1916)
- Hot Dogs
- Good and Proper
- Money Maid Men
- A Rare Boarder
- What's the Use
- Reckless Romeos
- Before the Show

#### 1917
- War Correspondents
- Blundering Boobs

#### 1919
- Starting Out in Life
- The Sultan of Djazz
- The Shimmy Jim

#### 1928
- Never Too Late, regia di Jules White (1928)
- Three Tough Onions
- Ladies Preferred
- Mary Lou, regia di Frederic Zelnik (1928)

#### 1932
- Il circo è fallito (The Chimp), regia di James Parrott (1932)
- Washington Merry-Go-Round, regia di James Cruze (1932)

#### 1934
- Nel paese delle meraviglie (Babes in Toyland), regia di Gus Meins e Charley Rogers (1934)

- Il più grande spettacolo del mondo (The Greatest Show on Earth), regia di Cecil B. DeMille

### Regista
- Pressing Business, co-regia di Walter Stull (1915)
- Hired and Fired, co-regia di Walter Stull (1916)
- The Reward, co-regia di Walter Stull (1916)
- This Way Out, co-regia di Walter Stull (1916)
- Rushing Business, co-regia di Walter Stull (1916)